# Telciu
Telciu – wieś w Rumunii, w okręgu Bistrița-Năsăud, w gminie Telciu. W 2011 roku liczyła 3598 mieszkańców.